# Wegingscurves A en C
Een geluidsmeter met een "vlakke" respons zal de sterkte van geluid met lage toonhoogte (bijvoorbeeld 100 Hz) even hard meten als het geluid met hoge toonhoogte (bijvoorbeeld 1000 Hz). Voor het menselijk oor klinkt die lage toon echter zachter. Het trommelvlies samen met hamer, stijgbeugel en het ronde venster gedragen zich als een mechanisch filter met een bepaalde frequentieband. De "-3 dB" frequenties van dit filter bedragen 500 Hz aan de lage kant, en 8000 Hz aan de hoge kant. (-3 dB betekent dat het waargenomen geluidsvermogen bij deze frequenties is gehalveerd) Daarom wordt vaak bij geluidsmetingen een elektronisch filter gebruikt dat net zo verzwakt als het menselijk oor. 
Geluid dat is gemeten met een A-filter wordt uitgedrukt in dB(A). 
Op te merken is dat de menselijk ervaring van "luidheid" ten opzichte van frequentie niet evenredig is met de sterkte van het geluid. Als het geluid erg hard is (100 dB of meer), dan is de ervaring van de "luidheid" constanter over het hoorbare frequentiegebied (het filter is dan vlakker). Dan kunnen de "B" en de "C" weging gebruikt worden. In de praktijk worden deze wegingen echter maar weinig gebruikt. De meest exacte weging, maar dan ook erg complex, is de phon.
Wegingscurves:
```
 Nominale         Exacte
 Frequentie      Frequentie  A-Weging  C-Weging  
                                                 
    10             10,00     -70,4     -14,3       
    12,5           12,59     -63,4     -11,2       
    16             15,85     -56,7     - 8,5       
    20             19,95     -50,5     - 6,2       
    25             25,12     -44,7     - 4,4       
    31,5           31,62     -39,4     - 3,0       
    40             39,81     -34,6     - 2,0       
    50             50,12     -30,2     - 1,3       
    63             63,10     -26,2     - 0,8       
    80             79,43     -22,5     - 0,5       
   100            100,00     -19,1     - 0,3       
   125            125,9      -16,1     - 0,2       
   160            158,5      -13,4     - 0,1       
   200            199,5      -10,9       0,0       
   250            251,2      - 8,6       0,0       
   315            316,2      - 6,6       0,0       
   400            398,1      - 4,8       0,0       
   500            501,2      - 3,2       0,0       
   630            631,0      - 1,9       0,0       
   800            794,3      - 0,8       0,0       
  1000           1000,0        0,0       0,0       
  1250           1259        + 0,6       0,0       
  1600           1585        + 1,0     - 0,1       
  2000           1995        + 1,2     - 0,2       
  2500           2512        + 1,3     - 0,3       
  3150           3162        + 1,2     - 0,5       
  4000           3981        + 1,0     - 0,8       
  5000           5012        + 0,5     - 1,3       
  6300           6310        - 0,1     - 2,0       
  8000           7943        - 1,1     - 3,0       
 10000          10000        - 2,5     - 4,4       
 12500          12590        - 4,3     - 6,2     
 16000          15850        - 6,6     - 8,5     
 20000          19950        - 9,3     -11,2
```